# Direttiva CEE 89/106 sui prodotti da costruzione
La direttiva europea 89/106/CEE, o direttiva prodotti da costruzione, comunemente detta CPD dalla denominazione inglese Construction Products Directive, è una direttiva europea emanata il 21 dicembre 1988 e rimasta in vigore fino al 24 aprile 2011.
Ha avuto l'obiettivo di assicurare che i prodotti da costruzione immessi sul mercato fossero costruiti o realizzati in modo che l'opera di costruzione nella quale fossero integrati rispettasse alcuni requisiti ritenuti essenziali per la sicurezza, la salute e altre esigenze di ordine collettivo dell'utenza.
In Italia la direttiva fu recepita con il DPR n. 246 del 21 aprile 1993.

## Abrogazione
Dal 24 aprile 2011, data di entrata in vigore parziale del Regolamento dei Prodotti da Costruzione (CPR - Construction Products Regulation), tale Direttiva ha convissuto con l'altra per un periodo transitorio, terminato nel 2013.
Il Parlamento europeo ed il Consiglio hanno infatti approvato e firmato il 9 marzo 2011 il regolamento che fissa le condizioni armonizzate per la commercializzazione dei prodotti da costruzione all'interno dell'Unione Europea. Tale regolamento, pubblicato sulla Gazzetta ufficiale dell'Unione europea il 4 aprile 2011, è entrato in vigore il 24 aprile 2011. Poiché l'entrata in vigore del CPR era inizialmente solo parziale (vedi art. 68 del CPR stesso), la direttiva ha avuto ancora parte della sua validità fino al 1º luglio 2013, quando il CPR ebbe piena applicazione e la direttiva non fu più applicabile.
Tale Regolamento, che fissa condizioni armonizzate per la commercializzazione dei prodotti da costruzione, governa la produzione e distribuzione dei materiali e dei prodotti nel mondo dell'edilizia con una particolare attenzione:
- alle piccole e alle microimprese;
- alla difesa della salute dei lavoratori;
- alla difesa dei consumatori;
- alla difesa dell'ambiente.

Dal 1º luglio 2013 è entrato in vigore il Regolamento Europeo 305/2011 che abroga definitivamente la vecchia CPD 89/106 e introduce la Dichiarazione di prestazione che sostituisce la vecchia dichiarazione di conformità.

## Scopo
Nel settore delle costruzioni esistono numerose norme di prodotto nazionali ed altrettante specificazioni tecniche, che di fatto ostacolano la libera circolazione dei prodotti da costruzione all'interno dei paesi della Comunità Europea. Lo scopo della CPD è pertanto quello di eliminare queste barriere tecnico-commerciali nell'area della UE, mediante l'adozione da parte degli Stati membri di medesimi standard europei di prodotto
Non tutti i prodotti da costruzione sono interessati dalla CPD ma soltanto quelli che devono essere permanentemente incorporati (per tutta la loro vita utile) nelle opere di costruzione intese come Edifici ed Opere di Ingegneria Civile.
Tra questi prodotti rientrano sia gli elementi base, quali gli inerti, il cemento, i solai, i pannelli isolanti, che i componenti quali le porte, le finestre, le vetrate, agli elementi di sicurezza antincendio quali gli evacuatori di fumo e calore, gli idranti, e per finire tutti gli accessori per la raccolta e la fornitura di acqua.

## Requisiti
L'idoneità di prodotto si basa sui sei requisiti essenziali:
1. Resistenza meccanica e stabilità: l'opera deve essere concepita e costruita in modo che le azioni, cui può essere sottoposta durante la costruzione e l'utilizzazione, non provochino:
  - il crollo dell'intera opera o di una sua parte;
  - deformazioni di importanza inammissibile;
  - danni ad altre parti dell'opera o alle attrezzature principali o accessorie in seguito a una deformazione di primaria importanza degli elementi portanti;
  - danni accidentali sproporzionati alla causa che li ha provocati.
2. Sicurezza in caso d'incendio: l'opera deve essere concepita e costruita in modo che, in caso di incendio:
  - la capacità portante dell'edificio possa essere garantita per un periodo di tempo determinato;
  - la produzione e la propagazione del fuoco e del fumo all'interno delle opere siano limitate;
  - la propagazione del fuoco ad opere vicine sia limitata;
  - gli occupanti possano lasciare l'opera o essere soccorsi altrimenti;
  - sia presa in considerazione la sicurezza delle squadre di soccorso.
3. Igiene, salute, ambiente: l'opera deve essere concepita e costruita in modo da non compromettere l'igiene o la salute degli occupanti o dei vicini e in particolare in modo da non provocare:
  - sviluppo di gas tossici;
  - presenza nell'aria di particelle o di gas pericolosi;
  - inquinamento o tossicità dell'acqua o del suolo;
  - difetti nell'eliminazione delle acque di scarico, dei fumi e dei rifiuti solidi o liquidi;
  - formazione di umidità su parti o pareti dell'opera
4. Sicurezza nell'impiego: l'opera deve essere concepita e costruita in modo che la sua utilizzazione non comporti rischi di incidenti inammissibili, quali scivolate, cadute, collisioni, bruciature, folgorazioni, ferimenti a seguito di esplosioni.
5. Protezione acustica: l'opera deve essere concepita e costruita in modo che il rumore, cui sono sottoposti gli occupanti e le persone situate in prossimità, si mantenga a livelli che rechino nocumento alla loro salute e tali da consentire soddisfacenti condizioni di sonno, di riposo e di lavoro.
6. Risparmio energetico ed isolamento termico: l'opera e i relativi impianti di riscaldamento, raffreddamento e aerazione devono essere concepiti e costruiti in modo che il consumo di energia durante l'utilizzazione dell'opera sia moderato, tenuto conto delle condizioni climatiche del luogo, senza che ciò pregiudichi il benessere termico degli occupanti.
7. Uso sostenibile delle risorse ambientali: occorre garantire il riutilizzo dei materiali da costruzione, la durabilità della costruzione, l'uso di materiali ecologicamente compatibili.

## Marcatura CE
La Direttiva 89/106/CEE dispone che i produttori di materiali da costruzione, per poter commercializzare i loro prodotti in Europa, devono apporvi la marcatura CE, rispettando le relative norme armonizzate di prodotto.
La sigla CE attesta la conformità del prodotto stesso alle direttive europee, in questo caso alla Direttiva prodotti da costruzione.
La Comunità Europea ha voluto, con questa marcatura, garantire 375 milioni di abitanti circa una affidabilità minima del prodotto (le sei grandi linee della direttiva 89/106/CEE).
La direttiva prodotti da costruzione rinvia a dei testi tecnici di attuazione che condizionano la messa sul mercato di un prodotto.
Questi testi sono le norme armonizzate e rappresentano un lungo lavoro collettivo che permette di migliorare l'affidabilità di un prodotto, la qualità e la prevenzione dei rischi legati al suo utilizzo.

## Sistemi di attestazione CE
Secondo la Direttiva 89/106 CE sono previsti 6 sistemi di attestazione CE per i materiali da costruzione:
- sistema 4:
  - compiti del produttore:
    - deve effettuare le prove iniziali di Tipo sul Prodotto (ITT - initial type-testing) le quali determinano le caratteristiche del prodotto e verificano la sua conformità alle Specifiche Tecniche
    - deve effettuate il controllo di produzione di fabbrica (FPC - Factory Production Control) il quale stabilisce i controlli interni di produzione, compresa l'attività di laboratorio.

  - compiti dell'organismo notificato.
    - nessuno

  - base per l'affissione della Marcatura CE
    - dichiarazione di conformità del produttore
- sistema 3:
  - compiti del produttore:
    - deve effettuate il controllo del processo di fabbrica (FPC) il quale stabilisce i controlli interni di produzione, compresa l'attività di laboratorio.

  - compiti dell'organismo notificato:
    - deve effettuare le prove iniziali di Tipo sul Prodotto (ITT)

  - base per l'affissione della Marcatura CE
    - dichiarazione di conformità del produttore
- sistema 2:
  - compiti del produttore:
    - deve effettuare le prove iniziali di Tipo sul Prodotto (ITT)
    - deve effettuate il controllo del processo di fabbrica (FPC)

  - compiti dell'organismo notificato:
    - deve produrre la certificazione del controllo del processo di Fabbrica sulla base di un'ispezione iniziale;

  - base per l'affissione della Marcatura CE
    - dichiarazione di Conformità del Produttore accompagnata dalla Certificazione del Controllo del processo di Fabbrica (FPC)
- sistema 2+:
  - compiti del produttore:
    - deve effettuare le prove iniziali di Tipo sul Prodotto (ITT)
    - deve effettuate il controllo del processo di fabbrica (FPC)
    - deve effettuare le prove su campioni di prodotto secondo un programma di prove definito;

  - compiti dell'organismo notificato:
    - deve produrre la certificazione del controllo del processo di Fabbrica sulla base di un'ispezione iniziale, di una sorveglianza continua, della valutazione e dell'approvazione del Controllo del processo di Fabbrica.

  - base per l'affissione della Marcatura CE
    - dichiarazione di Conformità del Produttore accompagnata dalla Certificazione del Controllo del processo di Fabbrica (FPC)
- sistema 1:
  - compiti del produttore:
    - deve effettuate il controllo del processo di fabbrica (FPC)
    - deve effettuare le ulteriori prove su campioni di prodotto secondo un programma di prove definito;

  - compiti dell'organismo notificato:
    - deve effettuare le prove iniziali di Tipo sul Prodotto (ITT)
    - deve effettuare le ispezione iniziale sia della Fabbrica che del Controllo del processo di Fabbrica (FPC);
    - deve effettuare la sorveglianza continua, valutazione e approvazione del Controllo del processo di Fabbrica

  - base per l'affissione della Marcatura CE
    - dichiarazione di Conformità del Produttore accompagnata dal Certificato di Conformità del Prodotto
- sistema 1+:
  - compiti del produttore:
    - deve effettuate il controllo del processo di fabbrica (FPC)
    - deve effettuare le ulteriori prove su campioni di prodotto secondo un programma di prove definito;

  - compiti dell'organismo notificato:
    - deve effettuare le prove iniziali di Tipo sul Prodotto (ITT)
    - deve effettuare le ispezione iniziale sia della fabbrica che del controllo del processo di Fabbrica (FPC).
    - deve effettuare la sorveglianza continua, la valutazione e l'approvazione del Controllo del processo di Fabbrica.
    - deve effettuare le prove di verifica di campioni prelevati in fabbrica, sul mercato o in cantiere;

  - base per l'affissione della Marcatura CE
    - dichiarazione di Conformità del Produttore accompagnata dal Certificato di Conformità del Prodotto

## Etichetta CE

Simbolo CE

L'etichetta con il simbolo di marcatura CE, deve essere apposta sul prodotto, sull'imballaggio o sui documenti di trasporto.
Nella versione semplificata deve riportare almeno le seguenti informazioni:
- marcatura di conformità CE, consistente nel simbolo «CE»;
- numero di identificazione dell'Organismo di certificazione;
- nome o marchio identificativo e indirizzo del produttore;
- ultime due cifre dell'anno in cui è stata applicata la marcatura;
- numero del certificato di conformità dell'FPC;
- norma a cui il prodotto e conforme.

Nella forma estesa (metodo 3) l'etichetta può contenere:
- descrizione del prodotto;
- informazioni sul prodotto e sulle caratteristiche rilevanti.